# 케 보니토 아모르
《케 보니토 아모르》(스페인어: Qué bonito amor)은 2012년 방영된 멕시코의 텔레노벨라이다.